# 橫山惠 (羽毛球運動員)
横山惠（日语：／ Yokoyama Megumi，1990年7月31日—），日本女子羽毛球運動員。熊本縣出生，畢業於八代市立日奈久中学校、八代白百合学園高校，現為山陰合同銀行羽毛球隊成員，隊員編號2號。

## 簡歷
2012年2月，横山惠參加奧地利羽毛球國際挑戰賽，與久後明日美合作打進女雙四強。

## 主要比賽成績
只列出曾進入準決賽的國際賽事成績：
| 年份   | 賽事                   | 公開賽級別 | 項目     | 拍檔       | 成績   |
| ------ | ---------------------- | ---------- | -------- | ---------- | ------ |
| 2011年 | 大阪羽毛球國際挑戰賽   | 國際挑戰賽 | 混合雙打 | 黑瀨尊敏   | 準決賽 |
| 2012年 | 奧地利羽毛球國際挑戰賽 | 國際挑戰賽 | 女子雙打 | 久後明日美 | 準決賽 |
| 2012年 | 新加坡羽毛球國際系列賽 | 國際系列賽 | 女子雙打 | 久後明日美 | 冠軍   |
| 2016年 | 白夜羽毛球賽           | 國際挑戰賽 | 女子雙打 | 久後明日美 | 冠軍   |
| 2017年 | 奧爾良羽毛球國際挑戰賽 | 國際挑戰賽 | 女子雙打 | 久後明日美 | 冠軍   |
| 2017年 | 芬蘭羽毛球公開賽       | 國際挑戰賽 | 女子雙打 | 久後明日美 | 準決賽 |
| 2018年 | 芬蘭羽毛球公開賽       | 國際挑戰賽 | 女子雙打 | 久後明日美 | 冠軍   |
| 2018年 | 白夜羽毛球賽           | 國際挑戰賽 | 女子雙打 | 久後明日美 | 亞軍   |
| 2018年 | 秋田羽毛球大師賽       | 超級100賽  | 女子雙打 | 久後明日美 | 準決賽 |

| 2007-2017年 | 首要超級賽 | 超級賽 | 黃金大獎賽 | 大獎賽 | 國際挑戰賽 | 國際系列賽 | 未來系列賽 | 其他 |

| 2018-2026年 | 總決賽 | 超級1000賽 | 超級750賽 | 超級500賽 | 超級300賽 | 超級100賽 | 國際挑戰賽 | 國際系列賽 | 未來系列賽 | 其他 |